# Trade Winds (film)
Trade Winds is een Amerikaanse filmkomedie uit 1938 onder regie van Tay Garnett.

## Verhaal
Kay Kerrigan begaat een moord en neemt daarna een nieuwe identiteit aan. Zo kan ze per schip het land ontvluchten, maar ze is er zich niet van bewust dat ze wordt geschaduwd door privédetective Sam Wye, een notoir rokkenjager. Aan boord krijgen Kay en Sam al vlug een romance, die het inschattingsvermogen van de privédetective dreigt te kleuren.

## Rolverdeling
| Acteur            | Personage            |
| ----------------- | -------------------- |
| Fredric March     | Sam Wye              |
| Joan Bennett      | Kay Kerrigan         |
| Ralph Bellamy     | Ben Blodgett         |
| Ann Sothern       | Jean Livingstone     |
| Sidney Blackmer   | Thomas Bruhme II     |
| Thomas Mitchell   | Commissaris Blackton |
| Robert Elliott    | George Faulkner      |
| Joyce Compton     | Mevrouw Johnson      |
| Richard Tucker    | John Johnson         |
| Dorothy Comingore | Ann                  |
| Wilma Francis     | Judy                 |